# 高橋栄一郎
高橋 栄一郎（高橋 榮一郎、たかはし えいいちろう、1936年（昭和11年）6月4日 - 2007年（平成19年）8月9日）は、日本のプロ野球選手、政治家。山形県新庄市長（5期）。

## 経歴

### 球歴
新庄北高では、エースとして1954年春季東北大会に出場。決勝に進出するが青森一高に敗退。夏は県予選で敗れ甲子園には出場できなかった。同い年で鶴岡工業に居た田沢芳夫とは県大会で何度も対戦しておりライバル的存在だった。
高校卒業後プロから勧誘を受けるも拒否して慶應義塾大学へ進学。1年秋から巽一に次ぐ2番手投手として登板。東京六大学野球リーグでは1956年秋季リーグで優勝を経験するが、自身の活躍の場はなかった。リーグ通算32試合登板、6勝2敗。大学同期には巽の他に赤木健一がいる。
ニッポンビールに進み都市対抗野球大会に2年連続出場。1960年の同大会では、同僚の城之内邦雄らとともにチームの準々決勝進出に貢献するが、松下電器の松浦三千男（鐘化カネカロンから補強）に抑えられ惜敗。同年9月には全日本社会人野球選抜チームの一員としてハワイに遠征。
1961年に読売ジャイアンツに入団、1年目から一軍で中継ぎとして起用される。10月11日には中日を相手に初先発。柿本実と投げ合い4回を1失点に抑える。10月18日の最終戦で2度目の先発。広島を相手に3回1失点を記録するが、同年は勝敗ともにつかなかった。南海との日本シリーズでは2試合に登板、3回を無失点に抑える。1962年も7試合に登板するが白星には縁がなかった。
1963年に福田昌久との交換トレードで南海ホークスへ移籍。開幕第3戦から先発陣の一角として活躍、4月21日には大毎から初完投勝利を飾る。前半戦で9勝（4敗）を挙げ、オールスターにも出場。シーズンでは森中千香良・ジョー・スタンカに次ぐ27試合に先発し11勝を挙げた。1964年は先発で結果を残せず、その後は主に中継ぎとして起用される。1967年限りで引退。
引退後は四谷でスナックを経営した後に地元新庄へ帰郷し実家のホテルを継ぎ、その傍らで高校野球解説者として地元のテレビにも出演した。

### 政治歴
1989年に父・高橋喜一郎の引退を受け、山形県新庄市長選挙に出馬し初当選。
以後、5期18年間もの長期に亘り市政運営に当たった。市長在任中には、プロ野球選手時代の新庄剛志を新庄市を挙げて応援したことで知られる。阪神タイガース所属時の新庄剛志の人気にあやかる村おこしの一環として、1990年代前半に自身が主導して国内の「新庄」と名のつく市町村（新庄市、奈良県北葛城郡新庄町（当時）、岡山県真庭郡新庄村）で友好自治体共同事業協議会「新庄会」を創設し、新庄剛志を1993年11月より2006年の現役引退まで公式に応援した。同会は創設を記念する阪神の公式戦「新庄ナイター」を阪神甲子園球場にて開催して（新庄剛志#阪神時代・1994年の項を参照）入場者への物産品の配布なども行うなど、球場での応援活動も行った。
市長在任中の2007年8月9日午前1時35分に膵腫瘍のため山形市内の病院で死去。71歳没。死没日をもって旭日小綬章追贈、正五位に叙される。

## 詳細情報

### 年度別投手成績
| 年 度    | 球 団    | 登 板 | 先 発 | 完 投 | 完 封 | 無 四 球 | 勝 利 | 敗 戦 | セ 丨 ブ | ホ 丨 ル ド | 勝 率 | 打 者 | 投 球 回 | 被 安 打 | 被 本 塁 打 | 与 四 球 | 敬 遠 | 与 死 球 | 奪 三 振 | 暴 投 | ボ 丨 ク | 失 点 | 自 責 点 | 防 御 率 | W H I P |
| -------- | -------- | ----- | ----- | ----- | ----- | -------- | ----- | ----- | -------- | ----------- | ----- | ----- | -------- | -------- | ----------- | -------- | ----- | -------- | -------- | ----- | -------- | ----- | -------- | -------- | ------- |
| 1961     | 巨人     | 10    | 2     | 0     | 0     | 0        | 0     | 0     | --       | --          | ----  | 106   | 25.0     | 16       | 0           | 18       | 0     | 0        | 16       | 2     | 0        | 9     | 7        | 2.52     | 1.36    |
| 1962     | 巨人     | 7     | 3     | 0     | 0     | 0        | 0     | 0     | --       | --          | ----  | 50    | 9.0      | 14       | 3           | 8        | 0     | 1        | 8        | 0     | 0        | 8     | 8        | 8.00     | 2.44    |
| 1963     | 南海     | 43    | 27    | 5     | 0     | 0        | 11    | 6     | --       | --          | .647  | 663   | 161.2    | 143      | 11          | 47       | 1     | 5        | 84       | 2     | 0        | 65    | 57       | 3.17     | 1.18    |
| 1964     | 南海     | 28    | 6     | 0     | 0     | 0        | 2     | 4     | --       | --          | .333  | 243   | 56.2     | 54       | 4           | 20       | 0     | 0        | 16       | 0     | 0        | 36    | 23       | 3.63     | 1.31    |
| 1965     | 南海     | 33    | 10    | 0     | 0     | 0        | 1     | 3     | --       | --          | .250  | 352   | 85.2     | 75       | 13          | 25       | 1     | 0        | 39       | 2     | 0        | 45    | 39       | 4.08     | 1.17    |
| 1966     | 南海     | 14    | 6     | 0     | 0     | 0        | 0     | 3     | --       | --          | .000  | 144   | 33.1     | 32       | 4           | 17       | 0     | 0        | 9        | 0     | 0        | 20    | 17       | 4.64     | 1.47    |
| 1967     | 南海     | 8     | 1     | 0     | 0     | 0        | 0     | 1     | --       | --          | .000  | 65    | 11.1     | 27       | 3           | 9        | 0     | 0        | 6        | 0     | 0        | 19    | 19       | 15.55    | 3.18    |
| 通算:7年 | 通算:7年 | 143   | 55    | 5     | 0     | 0        | 14    | 17    | --       | --          | .452  | 1623  | 382.2    | 361      | 38          | 144      | 2     | 6        | 178      | 6     | 0        | 202   | 170      | 3.99     | 1.32    |

### 記録
- 初登板：1961年4月18日、対中日ドラゴンズ4回戦（中日球場）、2回裏2死から2番手で救援登板、2回1/3無失点
- 初先発登板：1961年10月11日、対中日ドラゴンズ25回戦（中日球場）、4回1失点で勝敗つかず
- 初勝利・初先発勝利：1963年4月16日、対近鉄バファローズ4回戦（日本生命球場）、5回2/3を6失点
- 初完投勝利：1963年4月21日、対毎日大映オリオンズ5回戦（大阪球場）、9回1失点
- オールスターゲーム出場：1回 （1963年）

### 背番号
- 22 （1961年 - 1962年）
- 13 （1963年、1966年 - 1967年）
- 11 （1964年 - 1965年）